# بوهلر موتور
بوهلر موتور (انگلیسی: Bühler Motor) شرکت خودروسازی آلمانی است، که در سال ۱۹۲۵ تأسیس شد.